# Пентеконтаетія
Пентаконтаетія (грец. Πεντηκονταετία) — за Фукідідом «рівно 50-річний часовий відрізок» від битви при Платеях у 479 році до н. е. до початку Пелопонеської війни у 431 році до н. е. Для Афін — це період найвищого розквіту рабовласницької демократії та культури. У зовнішньополітичному відношенні основою цього розквіту стало утворення Афінської архе та використання матеріальних ресурсів союзників за І Афінським морським союзом.
У цей період Афіно-спартанські мали характер дуалізму — зразкова рівновага сил двох найбільших грецьких полісів, їх напружене і гостре протистояння.